# Kawasaki 250 S1
La Kawasaki 250 S1, chiamata anche S1 Mach I negli Stati Uniti e 250-SS in Giappone, è una motocicletta prodotta dalla casa motociclistica giapponese Kawasaki Heavy Industries Motorcycle & Engine, dal 1970 al 1976.

## Descrizione e tecnica

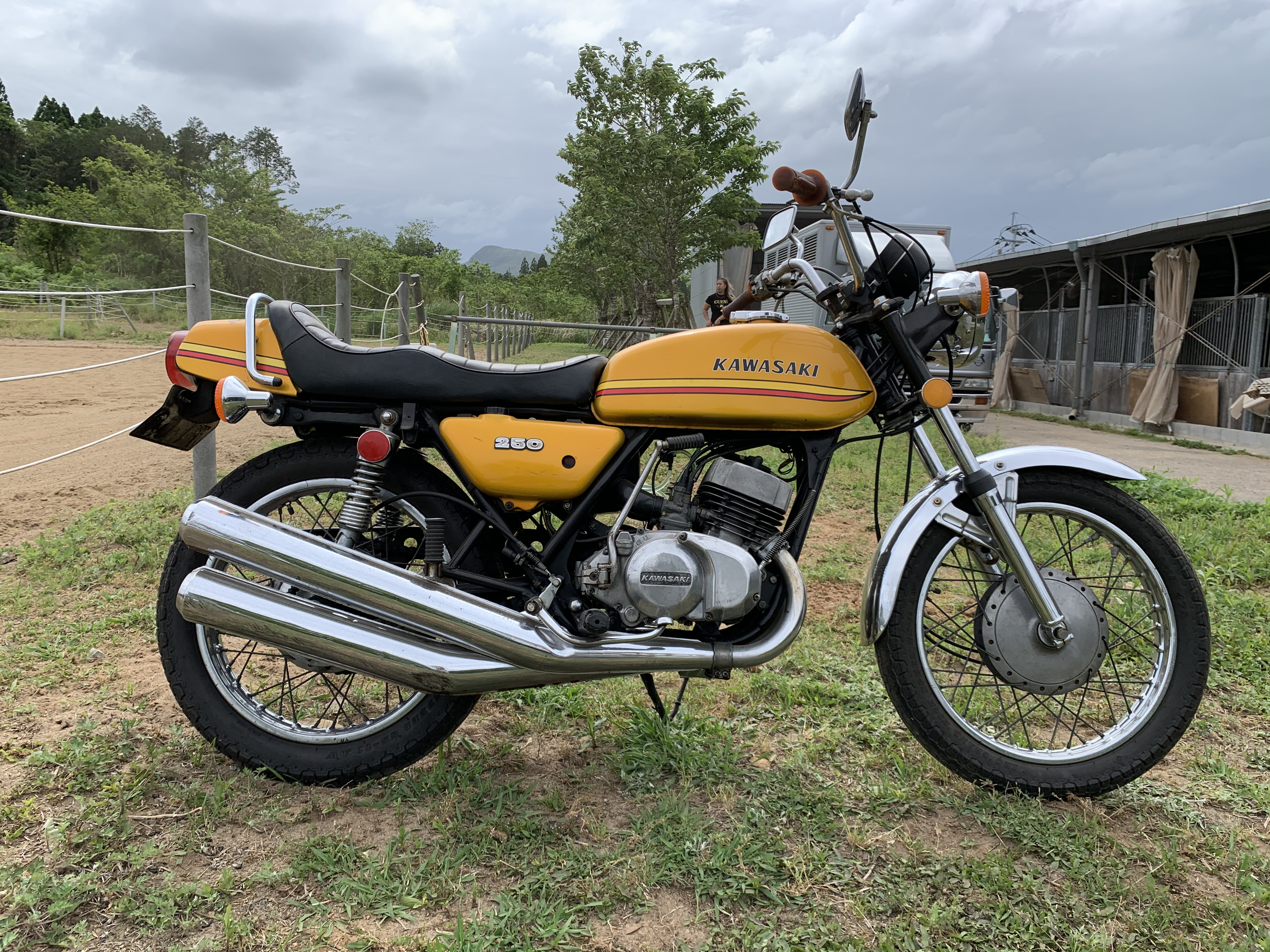

Introdotta sul mercato nel 1970, la moto era spinta da un motore tricilindrico parallelo dalla cilindrata di 249 cm³ a due tempi raffreddato ad aria con lubrificazione separata, alimentato da tre carburatori Mikuni.
Il telaio era a tubi e travi in acciaio, coadiuva da una forcella telescopica all'avantreno mentre al retrotreno c'era un forcellone a due bracci; le ruote calzavano rispettivamente pneumatici da 3,00–18 (alla'anteriore) e 3,25–18 (al posteriore).
Il sistema frenante era costituito da un freno a tamburo duplex da 180 mm davanti e da uno simplex sempre da 180 mm dietro. La strumentazione era integrata nella calotta superiore del fanale anteriore. Nel 1976 venne dotata di freno a disco anteriore.